# 허정과도내각
허정과도내각 또는 허정과도정부는 1960년 4월 27일부터 1960년 5월 30일부터 임기를 시작한 제5대 국회에 의해 1960년 6월 15일 내각제 개헌안을 통과하기 전까지의 기간을 말한다. 대통령의 궐위로 수석국무장관이 대통령 권한대행을 일시 수행하였으나 허정 내각의 각료는 이승만 대통령 사퇴 전에 임명된 이들로 구성된 정식 행정부였다.
대통령과 부통령이 모두 사임한 상태에서 수석국무위원 겸 외무부장관인 허정이 수석국무위원 자격으로 대통령 권한대행을 겸하였다. 부정선거 관련자 처벌 여론이 나타났으나 치안 수습, 붕괴된 시설물 복구 등을 중점적으로 추진한다. 내각제 개헌 직후, 허정이 국회에 의해 국무총리로 선출되었고, 대통령 권한대행으로 국회의장 곽상훈이 선임되었으나 곽상훈의 사퇴로 국무총리인 허정이 대통령 권한대행이 되면서 제2공화국이 출범하였다.

## 같이 보기
- 4.19 혁명
- 내각제
- 제1공화국